# Arsène Lupin, der Millionendieb
Arsène Lupin, der Millionendieb (Originaltitel: Les aventures d’Arsène Lupin) ist ein französischer Spielfilm von Jacques Becker aus dem Jahr 1957 mit Robert Lamoureux in der Titelrolle und mit Liselotte Pulver als deutsche Adelige in der weiblichen Hauptrolle. O. E. Hasse glänzte darin mit der „Darstellung eines bestens aufgelegten, humorigen Kaiser Wilhelm II., der den Meisterdieb herausfordert und von ihm bestohlen wird“. Das Drehbuch entstand nach dem Roman von Maurice Leblanc.

## Handlung
Frankreich im Jahre 1912. Während einer Feier beim Ministerpräsidenten Duchamp werden zwei wertvolle Gemälde gestohlen. Unter den Anwesenden befindet sich auch der italienische Diplomat Aldo Parolini, der aber der verkleidete französische Meisterdieb Arsène Lupin ist. Und der hat wieder einmal lange Finger gemacht: Diesmal hat er es auf ein Werk von Leonardo da Vinci und auf ein weiteres von Sandro Botticelli abgesehen. Hinter einem weiteren Gemälde hinterlässt er seine Visitenkarte mit dem kurzen handschriftlichen Hinweis, dass es sich bei diesem Michelangelo zugeschriebenen Gemälde um eine Fälschung handele. Außerdem beglückt er die Damenwelt, tanzt mit der deutschen Adeligen Mina von Kraft und poussiert mit der Gastgeberin Duchaump. Nach dem erfolgreichen Diebstahl kehrt Lupin in seine bürgerliche Identität als stadtbekannter Millionär André Laroche zurück.
Bei seinem nächsten Coup schlüpft der Meisterdieb in die Maskerade eines wohlhabenden Winzers, um einen Pariser Juwelier zu bestehlen. Zu diesem Zweck betritt er dessen Geschäft und gibt vor, zwecks anstehender Hochzeit seiner einzigen Tochter ein passendes Schmuckstück erwerben zu wollen. Dabei täuscht Lupin eine gewisse Unentschlossenheit vor und bittet den Juwelier, ihn mit den schönsten Stücken in seiner luxuriösen Hotelsuite zu besuchen, damit er im Beisein seiner Tochter eine Wahl treffen könne. Mit der unfreiwilligen Hilfe der Hotelmaniküre Léontine Chanu kann Arsène Lupin auch diesmal zuschlagen. Er deponiert die Juwelen in einem Sekretär, dessen Rückwand ans Nachbarzimmer grenzt. Der falsche Winzer verschwindet kurz und entnimmt den Schmuck vom Nachbarzimmer aus der präparierten Rückwand des Möbelstücks, um anschließend sofort zu entschwinden. Einzig die zufällig im Hotel anwesende Mina erkennt im Winzer ihren Bekannten vom Ball wieder. Die Maniküre Léontine wird indessen von der Hotelleitung entlassen und zudem von der Polizei vernommen, die anfänglich vermutet, dass das junge Mädchen mit Lupin zusammengearbeitet hätte. Später setzt man sie wieder auf freien Fuß. Für ihre erlittenen Unbilden lässt der Meisterdieb der Gefeuerten 50 Louis d’or zukommen und verschafft ihr obendrein einen neuen Job bei einem angesehenen Friseur im Palais Royal. Doch die Tochter eines im Dienst verstorbenen Polizisten lässt sich damit nicht abspeisen.
Genau diesen Friseur besucht auch Lupin unter seinem bürgerlichen Namen Laroche, Besitzer eines großen Rennstalls mit Rassepferden. Léontine erkennt die Hände des Kunden als die des Winzers im Hotel wieder und sorgt dafür, dass Laroche alias Lupin noch vor Ort im Friseursalon verhaftet wird. Doch wieder gelingt es Arsène Lupin, zu entkommen, indem er den Zwischenfall als Scherz seiner Freunde abtut. Da der Polizeipräfekt persönlich für seinen guten Freund Laroche bürgt und auch andere hochgestellte Persönlichkeiten unter der Kundschaft des Friseursalons nicht glauben können, dass der bekannte Laroche ein Dieb sein soll, muss die Polizei Lupin wieder freilassen. Am Ende ist sogar Léontine von so viel Chuzpe beeindruckt.
In der Zwischenzeit hat Mina von Kraft, eine enge Beraterin und Vertraute Kaiser Wilhelms II., Lupin auf einem in einer deutschen Zeitung abgedruckten Foto erkannt. Seine Majestät hat Humor, ihm gefällt dieser freche, dreiste Kerl und Edelganove und Wilhelm will ihn unbedingt kennen lernen. Das Treffen soll auf Vermittlung von Lupins Liaison Mina auf der kaiserlichen Sommerresidenz Hohkönigsburg im (damals noch deutschen) Elsass stattfinden. Kurzerhand wird Lupin entführt und heimlich über die Grenze ins Deutsche Reich gebracht. Die so unterschiedlichen Männer plaudern zunächst über beider Steckenpferd: Pferde. Dann aber kommt seine Majestät auf den Punkt. Während Lupin die Anwesenheit auf dem Kaiserschloss dazu nutzt, erneut mit Mina zu flirten, möchte der gutgelaunte Kaiser Lupin eine Wette anbieten. Um die Sicherheit seines versteckten Tresors zu prüfen, fordert Wilhelm den Franzosen heraus. Der Kaiser bietet Lupin 100.000 Mark für zwei Tage Arbeit an. In dieser Zeit soll Lupin das Versteck finden, in dem Wilhelm als zusätzliche Erfolgsprämie einen wertvollen Ring deponiert. Wilhelm möchte so prüfen, ob das Versteck sich für geheime Dokumente eignet, denn wenn nicht einmal der große Arsène Lupin es finden kann, dann ist es auch vor allen fremden Spionen sicher.
Mina hat indessen eigene Interessen, Lupin daran zu hindern, denn das Versteck haben ihr Großvater und ihr Onkel gebaut. Sie befürchtet, sie könnten in Ungnade fallen. Sie und Lupin verführen sich gegenseitig. Natürlich gelingt es Lupin, den Safe ausfindig zu machen, doch er entscheidet sich dazu, dem Monarchen nichts davon zu sagen, und belässt den Ring vor Ort. Stattdessen entnimmt er dem Geldschrank 1 Million Mark und reitet auf dem Rücken eines Pferdes von dannen. Als der Kaiser den Diebstahl entdeckt, ist er zunächst erbost, da aber das Versteck vermeintlich nicht gefunden werden konnte, ist er letztendlich zufrieden – ein selbst vor Arsène Lupin sicheres Versteck ist ihm gerne eine Million wert. Und auch Mina lässt Lupin ziehen.
Arsène Lupin kehrt also nach Paris zurück. Als Mina von Kraft ihn in seinem Stammrestaurant, dem Maxim’s, sucht, teilt man ihr mit, dass André Laroche verreist sei (in der dt. Fassung – in der frz. Fassung wurde er vom Oberkellner schlicht seit ein paar Tagen nicht mehr gesehen). Stattdessen ist auch ein Maharadscha, der einen wertvollen Diamanten als Schmuck an seinem Turban trägt, unter den Gästen. Der Diamant verschwindet fast unbemerkt, nur von Mina bemerkt, als sie Lupin, diesmal als Kellner verkleidet, erkennt. Sie verrät ihn nicht und er widmet ihr ein vertrauliches Augenzwinkern.

## Produktionsnotizen
Arsène Lupin, der Millionendieb wurde vom 3. Juli bis zum 1. September 1956 auf der Hohkönigsburg im Elsass (Außenaufnahmen) und in den Studios von Saint-Maurice (Atelieraufnahmen) gedreht und am 22. März 1957 uraufgeführt. Die deutsche Erstaufführung war im Juni 1957 während der Berlinale 1957. Ab dem 13. September 1957 lief der Film in den bundesdeutschen Kinos.
Die Kostüme entwarfen Anne-Marie Marchand und Jacques Cottin, die Filmbauten Rino Mondellini. Ihm assistierte Pierre Guffroy. Ghislain Cloquet wirkte als einfacher Kameramann unter der Oberleitung von Edmond Séchan.
Ein weiterer Arsène-Lupin-Film mit Lamoureux in der Titelrolle entstand 1959 unter dem Titel Gezeichnet: Arsène Lupin (Signé Arsène Lupin).

## Kritiken
„Komödie um einen eleganten Meisterdieb Anfang der Jahrhundertwende, der nicht aus Habgier handelt, sondern in seinen Verbrechen eine intellektuelle Herausforderung sieht. Die Diebereien werden geistvoll, mit Freude an der Parodie inszeniert und gespielt; sie offenbaren Seitenhiebe auf den französischen wie den deutschen Nationalcharakter. Maurice Leblanc schuf mit seiner Romanfigur eine Ergänzung zu der des Fantomas.“

„Um die Sicherheit seiner Tresore zu testen, läßt Kaiser Wilhelm den französischen Meisterdieb entführen. Doch der klaut dort nicht nur ein Vermögen, sondern auch gleich ein Herz. Amüsante Gaunerkomödie von Jacques Becker mit Robert Lamoureux und Lilo Pulver.“

„… vergnüglich ausgelassene[s] Gaunerstück …“

„Der stilvollste Lupin-Film, obgleich er nicht auf den Originalgeschichten fußt.“